# لاسك (وايومنغ)
لاسك (بالإنجليزية: Lusk, Wyoming) هي بلدة تقع بولاية وايومنغ في الولايات المتحدة. تبلغ مساحتها 5.36 (كم²)، وترتفع عن سطح البحر 1530 م، بلغ عدد سكانها 1567 نسمة في عام 2010 حسب إحصاء مكتب تعداد الولايات المتحدة وتصل الكثافة السكانية فيها 292.3 نسمة/كم2.

## التركيبة السكانية
قام مكتب تعداد الولايات المتحدة بتحديد بيانات التركيبة السكانية للاسك في تعداد الولايات المتحدة. في ما يلي، التركيبة السكانية حسب تعدادي 2000 و2010.

### تعداد عام 2000
بلغ عدد سكان لاسك 1,447 نسمة بحسب تعداد عام 2000، وبلغ عدد الأسر 611 أسرة وعدد العائلات 381 عائلة مقيمة في البلدة. في حين سجلت الكثافة السكانية 721.7 نسمة لكل ميل مربع (278.6/كم2). وبلغ عدد الوحدات السكنية 782 وحدة بمتوسط كثافة قدره 390 نسمة لكل ميل مربع (150.6/كم2).
وتوزع التركيب العرقي للبلدة بنسبة.
```
وبلغ متوسط حجم الأسرة المعيشية 2.84، أما متوسط حجم العائلات فبلغ 2.2.
```

بلغ العمر الوسطي للسكان 42 عاماً. يوجد لكل 100 أنثى 82.5 ذكر، ويوجد لكل 100 أنثى في الثامنة عشر من عمرها فما فوق 74.7 ذكر.
بلغ متوسط دخل الأسرة في البلدة 29,760 دولار، أما متوسط دخل العائلة فبلغ 37,583 دولار. وكان متوسط دخل الذكور 28,333 دولار مقابل 17,188 دولار للإناث. وسجل دخل الفرد الخاص بالبلدة 15,847 دولار.

### تعداد عام 2010
بلغ عدد سكان لاسك 1,567 نسمة بحسب تعداد عام 2010، وبلغ عدد الأسر 658 أسرة وعدد العائلات 373 عائلة مقيمة في البلدة. في حين سجلت الكثافة السكانية 757.0 نسمة لكل ميل مربع (292.3/كم2). وبلغ عدد الوحدات السكنية 790 وحدة بمتوسط كثافة قدره 381.6 لكل ميل مربع (147.3/كم2).
وتوزع التركيب العرقي للبلدة بنسبة 95.7% من البيض و 1.1% من الأمريكيين الأصليين و 0.6% من الأمريكيين ذوي الأصول الآسيوية و 0.3% من الأمريكيين الأفارقة و 1.9% من عرقين مختلطين أو أكثر.
بلغ عدد الأسر 658 أسرة كانت نسبة 22.6% منها لديها أطفال تحت سن الثامنة عشر تعيش معهم، وبلغت نسبة الأزواج القاطنين مع بعضهم البعض 44.2% من أصل المجموع الكلي للأسر، ونسبة 9.3% من الأسر كان لديها معيلات من الإناث دون وجود شريك، بينما كانت نسبة 3.2% من الأسر لديها معيلون من الذكور دون وجود شريكة وكانت نسبة 43.3% من غير العائلات. تألفت نسبة 39.5% من أصل جميع الأسر من أفراد ونسبة 18.1% كانوا يعيش معهم شخص وحيد يبلغ من العمر 65 عاماً فما فوق. وبلغ متوسط حجم الأسرة المعيشية 2.75، أما متوسط حجم العائلات فبلغ 2.06.
بلغ العمر الوسطي للسكان 43.5 عاماً. وكانت نسبة 18.3% من القاطنين تحت سن الثامنة عشر، وكانت نسبة 6.9% بين الثامنة عشر والأربعة وعشرون عاماً، ونسبة 27% كانت واقعةً في الفئة العمرية ما بين الخامسة والعشرون حتى والأربعة وأربعون عاماً، ونسبة 29.1% كانت ما بين الخامسة والأربعون حتى الرابعة والستون، ونسبة 18.7% كانت ضمن فئة الخامسة والستون عاماً فما فوق. وتوزع التركيب الجنسي للسكان بنسبة 42.2% ذكور و57.8% إناث.

## وصلات خارجية
- Town of Lusk, Wyoming نسخة محفوظة 4 مارس 2017 على موقع واي باك مشين.
- The US50 - Cities and Towns in Wyoming State
- Wyoming Cities and Towns, Facts, Map, Flag, Colleges, Government, and More